# Mgła radiacyjna

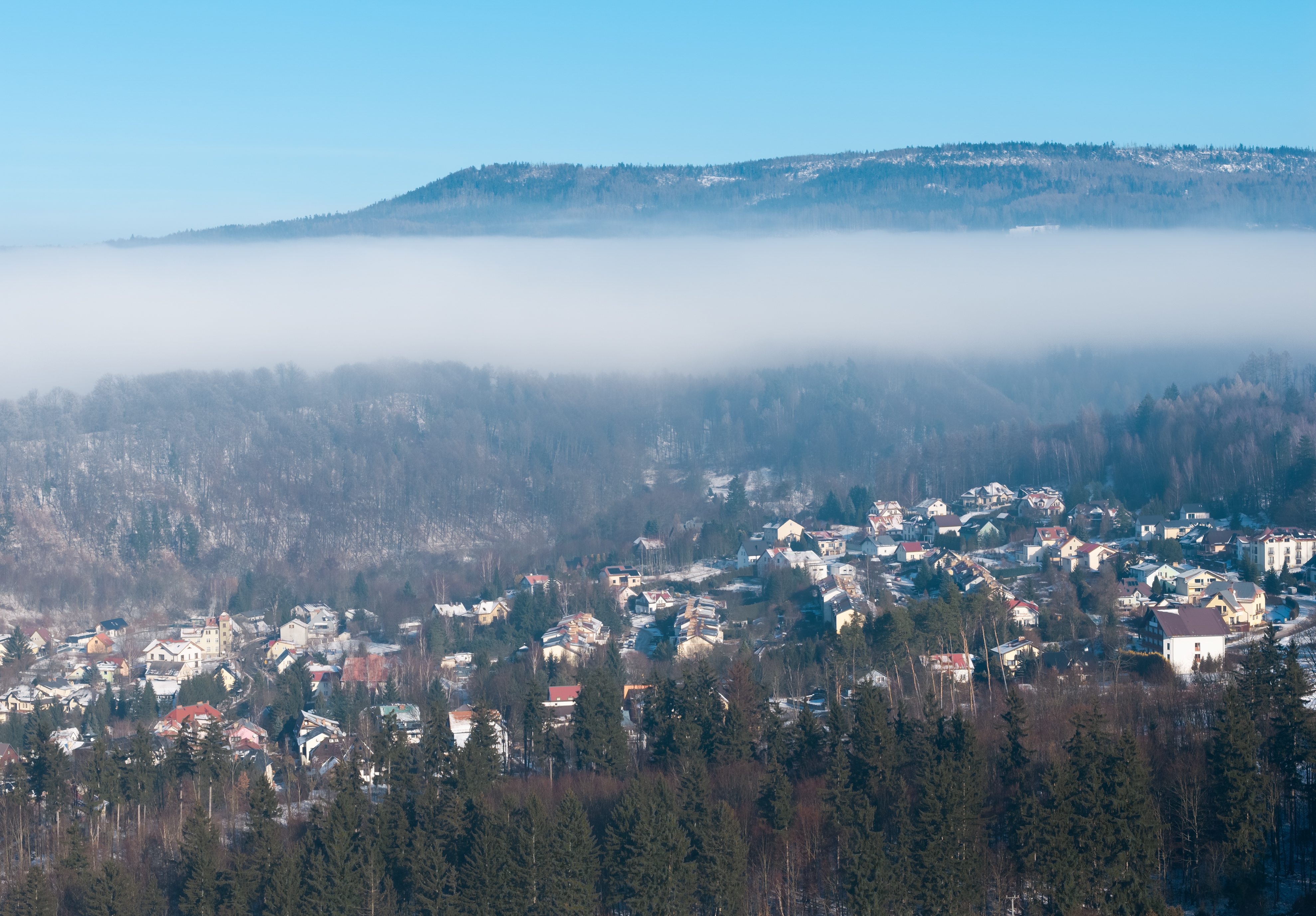
Mgła radiacyjna nad Kudową-Zdrojem

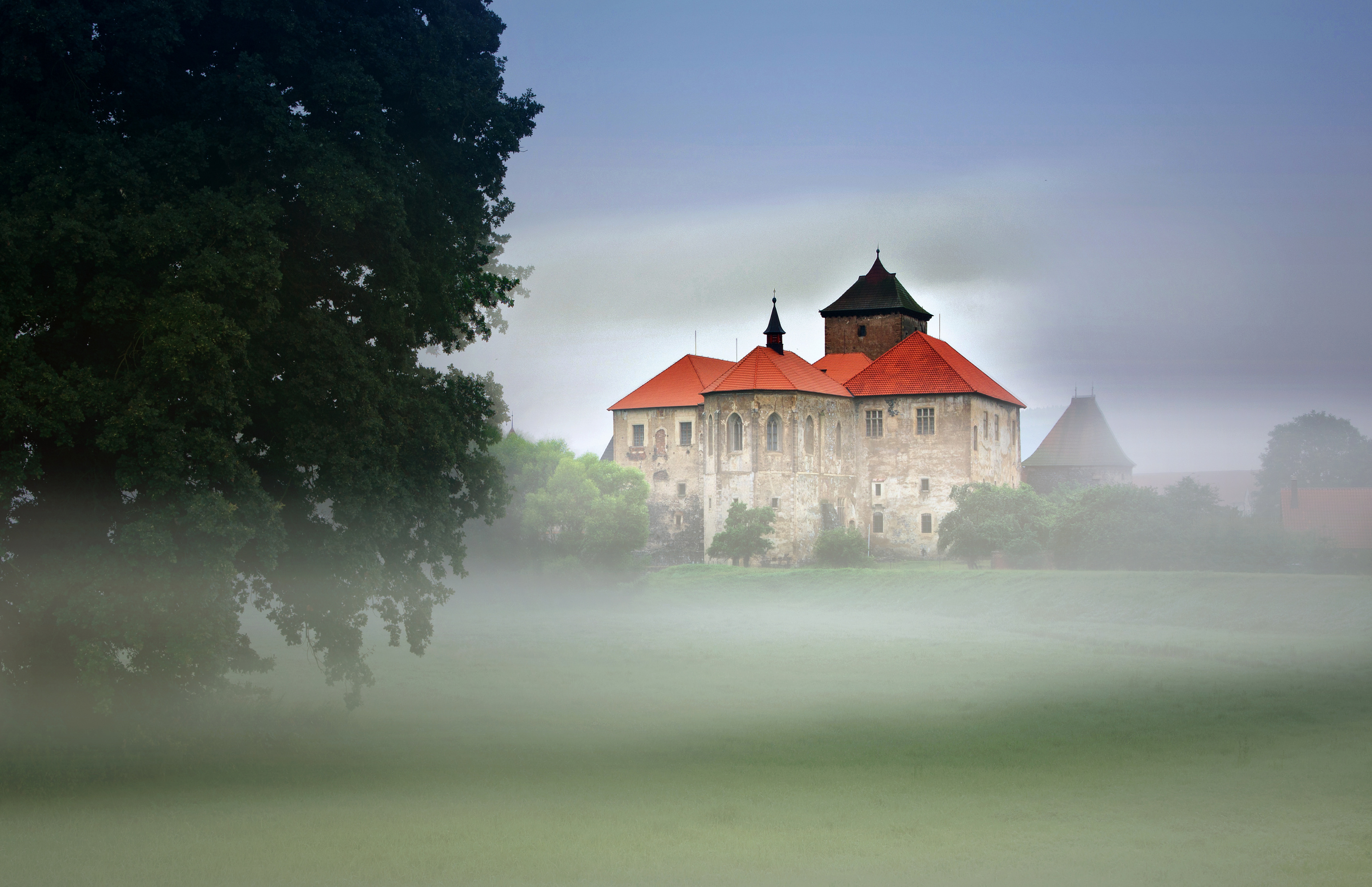
Mgła radiacyjna w Švihov

Mgła radiacyjna – mgła, która powstaje w nocy, głównie nad ranem, na skutek nocnego wypromieniowania ciepła. W niektórych przypadkach mgły radiacyjne utrzymują się aż do popołudnia. Tego typu zjawiska mogą utrzymywać się tylko przy gruncie (mgła niska) lub dochodzić nawet do kilkuset metrów (mgła wysoka).

## Geneza
Mgła radiacyjna powstaje podczas bezchmurnej nocy, wówczas dochodzi do znacznego ochłodzenia podłoża. W wyniku tego powietrze będące nad gruntem również się znacznie ochładza. Spadek temperatury powietrza powoduje, że spada również prężność pary nasyconej, w rezultacie rośnie wilgotność względna, po osiągnięciu temperatury punktu rosy para wodna skrapla się, tworząc mgłę. Podczas powstawania mgły radiacyjnej dochodzi do inwersji temperatury. Mgły radiacyjne nie powstają nad zbiornikami wodnymi i na morzu (jednak mogą zostać przemieszczone znad lądu do strefy przybrzeżnej, do 2–3 Mm).

## Obszar występowania
Mgły radiacyjne tworzy się podczas silnego oziębiania się gruntu i przylegających do niego warstw powietrza wskutek wypromieniowania ciepła. Oziębieniu sprzyja bezchmurna i bezwietrzna pogoda w nocy. Cechą charakterystyczną mgieł radiacyjnych jest to, że nie pokrywają swoim zasięgiem większych obszarów, lecz występują lokalnie. Mgła tworzy się początkowo przy powierzchni ziemi, tworząc cienkie pasma, następnie rozbudowuje w kierunku pionowym. W płaszczyźnie poziomej rozprzestrzenia przez rozrost i powolny ruch powietrza, przesuwając się płatami o różnej wielkości i gęstości. Grubość jej waha się od kilkudziesięciu centymetrów do kilkunastu metrów, a w zimne noce, przy szczególnie silnym wychłodzeniu, grubość mgły radiacyjnej może sięgać do 200 m.
Zwykle z chwilą wzejścia słońca i rozpoczęcia nagrzewania się podłoża znika inwersja temperatury, mgła radiacyjna rozprasza się przez odparowanie lub unosi się do góry tworząc chmury z których powstają niewielkie przelotne opady konwekcyjne. Drugą przyczyną zanikania mgły jest działanie wiatru, powodującego mieszanie się powietrza. 

### Rodzaje mgieł radiacyjnych
- mgły przyziemne – powstają przy samym gruncie i mają do 30-50 m[4].
- mgły górne – powstają na pułapie od 200 do 2000 m[4].

## Skutki
Mgły radiacyjne powodują znaczne zmniejszenie widoczności i utrudniają nawigację, przez co stanowią zagrożenie dla transportu. W przypadku lotnictwa mgły mogą powodować odwoływanie lotów i zamykanie lotnisk. Podczas mgły w portach utrudniony jest ruch manewrowy, co wydłuża przeładunek statków.

## Prognozowanie mgieł radiacyjnych
Prognozowanie mgieł radiacyjnych jest proste, jednakże skuteczne tylko w bliskiej perspektywie (następnej nocy). Istnieje duże prawdopodobieństwo wystąpienia mgły radiacyjnej jeżeli w godzinach przedwieczornych temperatura powietrza zbliża się do punktu rosy, natomiast noc ma być bezwietrzna i bezchmurna. Mgła jednak nie podniesie się jeśli zmniejszy się tempo opadania temperatury w drugiej połowie nocy. Ze względu na koniugację kilku niezależnych warunków prognozowanie mgieł w prognozach długookresowych jest bardzo trudne.